# Parksville (Colombie-Britannique)
Pour les articles homonymes, voir Parksville.
Parksville est une cité (city) de la Colombie-Britannique située dans le district régional de Nanaimo.

## Histoire
Les Espagnols furent les premiers Européens à explorer cet endroit en 1791. Dans les cartes espagnoles, la rivière Englishman est appelée « Rio de Grullas » (rivière des hérons)[réf. nécessaire].
Le premier colon européen à Parksville fut John Hirst, qui a défriché 120 hectares (300 acres) de terre des deux côtés de la rivière Englishman en 1873[réf. nécessaire].
Parksville fut nommée d'après le premier maître de poste, Nelson Park, en 1877. Le village de Parksville fut incorporé le 19 juin 1945. La municipalité se constitua en bourg (town) le 1er avril 1978, et en cité (city) le 1er juin 1981[réf. nécessaire].

## Démographie
| 2001   | 2006   | 2011   | 2016   |
| ------ | ------ | ------ | ------ |
| 10 323 | 10 993 | 11 977 | 12 514 |

## Personnalités
- Nicholas Bennett (2003-), nageur paralympique canadien, médaillé aux Jeux paralympiques d'été de 2024.